# Björn Stallare
Björn Stallare o Bjørn Stallare (m. 1030) fue un caudillo vikingo de Noruega en el siglo XI que actuó como diplomático durante el reinado de Olaf II el Santo.
Bjørn Stallare estuvo involcrado en las negociaciones a favor de Olaf II de Noruega para concertar su matrimonio con Ingegerd Olofsdotter, hija del rey sueco Olaf Skötkonung. En 1018, el primo del rey Olof, Ragnvald Ulfsson, jarl de Västergötland, y los emisarios del rey noruego Olaf, Björn Stallare y Hjalti Skeggiason llegaron para atender el thing de Upsala en un intento de persuadir al rey sueco de aceptar la paz y como garantía casar a su hija Ingegerd con el rey de Noruega. No obstante, el rey sueco no accedería a dicho matrimonio. Ingegerd se convirtió más tarde en reina consorte de Yaroslav I el Sabio del Rus de Kiev.
Los entresijos sobre el intento de matrimonio con Ingegerd aparecen en Fagrskinna y Heimskringla.
El rey Olaf II de Noruega y el rey Olof Skötkonung llegaron a un acuerdo más tarde con un tratado de paz firmado en Kungahälla (c. 1020). Olof se vio forzado a aceptar las condiciones de los noruegos, ya que el rey Olaf se casó con otra hija del rey sueco, Astrid Olofsdotter gracias al esfuerzo de Ragnvald Ulfsson que la había entregado en Sarpsborg, Noruega, y casó con el rey noruego en la Navidad de 1019. 
Bjørn Stallare fue el más aventajado asesor del rey Olaf II, pero en 1026 el monarca perdió la batalla de Helgeå, y los nobles noruegos se posicionaron al lado del rey Canuto el Grande de Dinamarca, forzando a Olaf a escapar del país. Björn en consecuencia fue aliado del rey Canuto, aunque más tarde se reconcilió con Olaf apoyándole en su regreso a Noruega y como tras la batalla de Stiklestad en 1030 (slaget på Stiklestad) no se le vuelve a citar, se supone que murió en el campo de batalla.

## Cultura popular
Durante la Segunda Guerra Mundial, el periodista y cineasta noruego Arne Skouen adoptó el pseudónimo Bjørn Stallare cuando escribía sobre la ocupada ciudad de Oslo.